# 锯齿熊蛛
锯齿熊蛛（学名：Arctosa serrulata）为狼蛛科熊蛛属的动物。在中国大陆，分布于河南等地。该物种的模式产地在河南信阳。